# NGC 3600
NGC 3600 é uma galáxia espiral (Sa) localizada na direcção da constelação de Ursa Major. Possui uma declinação de +41° 35' 28" e uma ascensão recta de 11 horas, 15 minutos e 52,0 segundos.
A galáxia NGC 3600 foi descoberta em 14 de Janeiro de 1788 por William Herschel.